# Trường Đại học Y Dược Hải Phòng
Trường Đại học Y Dược Hải Phòng (tiếng Anh: Haiphong University Of Medicine and Pharmacy) là một trường đại học chuyên ngành y khoa tại Việt Nam. Có sứ mạng Đào tạo nguồn nhân lực y tế uy tín, chất lượng; là trung tâm nghiên cứu khoa học, chuyển giao công nghệ; cung cấp dịch vụ chăm sóc sức khỏe và chú trọng phát triển y dược biển đảo Việt Nam. Được xếp vào nhóm các trường đại học trọng điểm đào tạo nhân lực y tế của Việt Nam, trực thuộc Bộ Y tế.

## Chất lượng đào tạo

### Đội ngũ giảng viên
Tính đến tháng 6 năm 2019, trường có 600 cán bộ, giảng viên cơ hữu trong đó có 2 Giáo sư, 25 phó giáo sư, 50 tiến sĩ, 190 thạc sĩ và các trợ giảng có trình độ đại học, và 308 giảng viên kiêm nhiệm có trình độ sau đại học, tại các Bệnh viện thực hành.
Đến năm 2024, số lượng giảng viên đã lên tới 762 người.

## Lịch sử
Trường Đại học Y Dược Hải Phòng có lịch sử gần 40 năm xây dựng phát triển và trưởng thành, bao gồm các mốc chính sau:
Trước năm 1979: Các bệnh viện ở Hải Phòng là cơ sở thực hành của sinh viên Trường đại học Y Hà Nội.
Năm 1979: Chính thức thành lập Cơ sở II của Trường Đại học Y Hà Nội tại Hải Phòng (từ tháng 9/1979 đến 8/1985).
Ngày 17/8/1985, Bộ trưởng Bộ Y tế quyết định (số 843/BYT-QĐ) thành lập Phân hiệu Đại học Y Hải Phòng trực thuộc Trường Đại học Y Hà Nội.
Ngày 25/01/1999, Thủ tướng Chính phủ ký quyết định số 06/1999/QĐ-TTg về việc thành lập Trường Đại học Y Hải Phòng trực thuộc Bộ Y tế, trên cơ sở Phân hiệu Đại học Y Hải Phòng.
Năm 2013, Thủ tướng Chính phủ quyết định đổi tên Trường đại học Y Hải Phòng thành Trường Đại học Y Dược Hải Phòng với nhiệm vụ đào tạo, nghiên cứu và dịch vụ về lĩnh vực sức khỏe, đóng góp trực tiếp cho nhiệm vụ bảo vệ và chăm sóc sức khỏe nhân dân.

## Hiệu Trưởng qua các thời kỳ
- TTƯT - PGS.TS. Nguyễn Đức Lung (1979-2000)
- NGND - GS.TS. Nguyễn Hữu Chinh (2000-2006)
- NGND - Viện sĩ - GS.TS. Phạm Văn Thức (2006-6/2018)
- PGS. TS. Nguyễn Văn Hùng (Phó hiệu trưởng phụ trách trường 6/2018-12/2018)
- PGS.TS. Nguyễn Văn Khải (12/2018 - nay)